# 4-Chlor-o-phenylendiamin
4-Chlor-o-phenylendiamin ist eine chemische Verbindung aus der Gruppe der aromatischen Amine.

## Gewinnung und Darstellung
4-Chlor-o-phenylendiamin entsteht als Teil des erzeugten Gemisches aus Hydrierungs- und Dehalogenierungsprodukten bei der katalytischen Transferhydrierung von halogensubstituierten Nitroarenen, z. B. 2-Chlor-4-nitroanilin oder 4-Chlor-2-nitroanilin, mit Ammoniumformiat als Reduktionsmittel bzw. Quelle der Wasserstoffatome. Die Verbindung wird seit 1941 kommerziell in den USA hergestellt.

## Eigenschaften
4-Chlor-o-phenylendiamin ist ein brennbarer, schwer entzündbarer, lichtempfindlicher, brauner, geruchloser Feststoff, der wenig löslich in Wasser ist.

## Verwendung
4-Chlor-o-phenylendiamin wird zur Synthese von Farbstoffen und experimentellen Arzneistoffen, als chemisches Zwischenprodukt bei der Herstellung von Härtungsmitteln für Epoxidharze und als Reagenz in der Gaschromatographie verwendet. Es wurde auch als Bestandteil von Haarfärbemitteln patentiert.

## Regulierung
Über den Safe Drinking Water and Toxic Enforcement Act of 1986 besteht in Kalifornien seit 1. Januar 1988 eine Kennzeichnungspflicht für Produkte, die 4-Chlor-o-phenylendiamin enthalten.